# يوجين روزنستوك هويسي
كان يوجين روزنستوك هويسي (6 يوليو 1888-24 فبراير 1973) مؤرخًا وفيلسوفًا اجتماعيًا توسعت أعماله لتشمل تخصصات التاريخ واللاهوت وعلم الاجتماع وعلم اللغة وغيرها. ولد في برلين لعائلة ألمانية يهودية غير ملتزمة، ابنًا لمصرفي ينعم بالرخاء، واعتنق المسيحية في أواخر مراهقته، غدا تأويل وإعادة تأويل المسيحية فيما تلا ذلك موضوعًا ثابتًا في كتاباته. التقى بمارجريت هويسي عام 1914 وتزوجا. في عام 1925، جمع الزوجان اسميهما بشكل قانوني وأنجبا ابنهما هانز عام 1921.
عمل روزنستوك هويسي ضابطًا في الجيش الألماني خلال الحرب العالمية الأولى. دفعته تجربته إلى إعادة النظر في أسس الثقافة الغربية الليبرالية. تابع مسيرته المهنية فيما بعد في ألمانيا كمتخصص في قانون العصور الوسطى، والذي تعرقل بسبب ظهور النازية. في عام 1933، بعد أن أصبح أدولف هتلر مستشارًا لألمانيا، هاجر إلى الولايات المتحدة حيث بدأ مسيرة أكاديمية جديدة، بدايةً في جامعة هارفارد ثم في كلية دارتموث، حيث درّس من عام 1935 إلى عام 1957.
على الرغم من أن عمله لم يكن جزءًا من التيار الرئيسي للنقاش الفكري خلال فترة حياته، لكنه لفت نظر ويستن هيو أودن، هارولد بيرمان، مارتن مارتي، لويس مومفورد، بيج سميث وآخرين. عُرف روزنستوك هويسي بالشكل الأكبر بصداقته بفرانز روزنتسفايج. يعتبر علماء الدين واللاهوت أن الرسائل المتبادلة بينهما أمر لا غنى عنه في دراسة المواجهة الحديثة بين اليهودية والمسيحية. ناقش روزنستوك هويسي في عمله التخاطب واللغة باعتبارهما العامل الأساسي المُشكّل للشخصية والقدرات البشرية في كل سياق اجتماعي. يُنظر إليه على أنه ينتمي إلى مجموعة من المفكرين الذين أعادوا إحياء الفكر الديني ما بعد نيتشه.

## نشأته
ولد روزنستوك هويسي باسم يوجين فريدريش موريتز روزنستوك في برلين، ألمانيا في 6 يوليو 1888، لثيودور وباولا روزنستوك. كان والده رجلًا أكاديميًا، مصرفيًا وعضوًا في بورصة برلين. كان الابن الوحيد من بين سبعة أطفال.
بالرغم من تمسك والديه بالتراث اليهودي، لكنهم «احتفلوا ببعض الأعياد المسيحية تماشيًا مع العائلات الألمانية الأخرى في ذلك الوقت». انضم إلى الكنيسة اللوثرية البروتستانتية عندما كان في سن السابعة عشر وعُمِّد في سن الثامنة عشر. وظلّ مناصرًا للأهمية الجوهرية للعقيدة المسيحية طوال فترة حياته.
بعد تخرجه من المدرسة الثانوية بمعايير أكاديمية عالية جدًا والتميز في اللغات والأدب الكلاسيكي، تابع روزنستوك هويسي دراسات القانون في جامعات زيورخ وهايدلبرغ وبرلين. في عام 1909 منحته جامعة هايدلبرغ درجة الدكتوراه في القانون. في عام 1912 أصبح محاضرًا خاصًا، وهو تأهيل أولي ليصبح أستاذًا في جامعة لايبزيغ، حيث درّس القانون الدستوري وتاريخ القانون حتى عام 1914.
في عام 1914، زار روزنستوك هويسي فلورنسا في إيطاليا لإجراء بحث تاريخي، وهناك التقى مارجريت هوسي التي كانت تدرس تاريخ الفن السويسري. تزوجا في وقت لاحق من ذلك العام. اندلعت الحرب العالمية الأولى بعد ذلك بوقت قصير.